# Eduardo Domínguez
Eduardo Rodrigo Domínguez (ur. 1 września 1978 w Lanús) – argentyński piłkarz występujący na pozycji środkowego obrońcy, trener piłkarski, od 2023 roku prowadzi Estudiantes La Plata.
Jego brat Federico Domínguez i teść Carlos Bianchi również byli piłkarzami.